# Pääsaari (ö i Lappland, Norra Lappland, lat 68,77, long 27,90)
Pääsaari är en ö i Finland. Den ligger i sjön Enare träsk och i kommunen Enare i den ekonomiska regionen Norra Lappland och landskapet Lappland, i den norra delen av landet, 1 000 km norr om huvudstaden Helsingfors. Öns area är 4,6 hektar och dess största längd är 410 meter i sydväst-nordöstlig riktning.